# Đồng(II) tungstat
Đồng(II) tungstat là một hợp chất vô cơ, một muối của đồng(II) và acid tungstic có công thức hóa học CuWO4. Hợp chất khan tồn tại dưới dạng bột màu vàng nâu, tan ít trong nước. Dihydrat CuWO4·2H2O tạo thành tinh thể màu xanh lục.

## Điều chế
Sự kết hợp của một lượng đồng(II) oxide và wolfram(VI) oxide sẽ tạo ra muối khan:
{\displaystyle {\mathsf {CuO+WO_{3}\ \xrightarrow {800^{o}C} \ CuWO_{4}}}}

## Tính chất vật lý
Đồng(II) tungstat khan tạo thành tinh thể màu vàng nâu của hệ tinh thể ba nghiêng, nhóm không gian P 1, thông số mạng tinh thể a = 0,47026 nm, b = 0,58389 nm, c = 0,48784 nm, α = 91,788°, β = 92,469°, γ = 82,805°, Z = 2.
Nó tan ít trong nước.
Nó tạo thành dihydrat CuWO4·2H2O.

## Hợp chất khác
CuWO4 còn tạo một số hợp chất với NH3, như CuWO4·2NH3·H2O là tinh thể màu dương đậm, bẩn hay CuWO4·4NH3 là tinh thể màu dương đậm, bị phân hủy bởi một lượng nước nhỏ.